# Комахоїдність

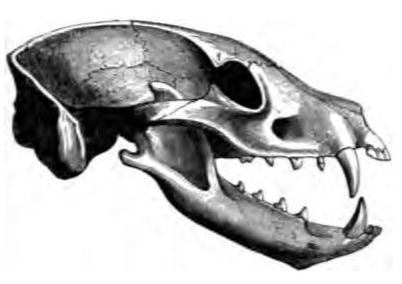
Цей череп земляного вовка демонструє значно зменшені моляри та хижі зуби, оскільки вони непотрібні будь-якій великій комахоїдній тварині, яка живиться м'якими комахами, такими як терміти. Зубний ряд у землерийок дуже різний. Земляний вовк використовує свої ікла для самооборони та, іноді, для копання; відповідно, ікла не сильно зменшилися

Комахоїдність — спосіб життя хижих тварин або рослин, що полягає у харчуванні комахами. Альтернативним терміном є ентомофаг, який також може стосуватися людської практики поїдання комах.
Першими комахоїдними хребетними були земноводні. Коли вони еволюціонували 400 мільйонів років тому, перші земноводні були рибоїдними з численними гострими конічними зубами, дуже схожими на сучасного крокодила. Однак таке ж розташування зубів також підходить для поїдання тварин із зовнішнім скелетом, отже, здатність поїдати комах є продовженням рибної системи.
Попри невеликі розміри комах, є їхня величезна кількість. Комахи складають дуже велику частину біомаси тварин майже в усіх неморських, неполярних середовищах. Багато істот залежить від комах як основної дієти, і багато інших (які технічно не є комахоїдними), все ж використовують комах як білкову добавку, особливо під час розмноження.

## Приклади
Приклади комахоїдних включають різні види коропів, опосумів, жаб, ящірок (наприклад, хамелеонів, геконів), соловейків, ластівок, єхидн, намбатів, мурахоїдів, броненосців, трубкозубів, панголінів, земляних вовків, рукокрилих і павуків. Навіть великі ссавці їдять комах; ведмідь-губач є, мабуть, найбільшим комахоїдним. Комахи також можуть бути комахоїдними; прикладами є бабки, шершні, сонечка, мухи-розбійники та богомоли. Комахоїдність також різною мірою присутня серед приматів, таких як мармозетки, тамарини, довгоп'яти, галаго та ай-аї. Є деякі припущення, що найдавніші примати були нічними, деревними комахоїдними.

## Комахоїдні рослини
Комахоїдні рослини — це рослини, які отримують частину поживних речовин шляхом відлову та споживання тварин або найпростіших. Вигода, яку вони отримують від свого улову, значно відрізняється; у деяких видів він може включати невелику частину споживання поживних речовин, а в інших він може бути незамінним джерелом поживних речовин. Однак, як правило, така тваринна їжа, якою б цінною вона не була як джерело певних критично важливих мінералів, не є основним джерелом енергії для рослин, яку вони, як правило, отримують в основному шляхом фотосинтезу.
Комахоїдні рослини можуть споживати комах та інший тваринний матеріал, який випадково потрапив у пастку. Однак більшість видів, для яких така їжа становить важливу частину їх споживання, спеціально, часто вражаюче, пристосовані для залучення та забезпечення відповідних запасів. Здобиччю тварин зазвичай, але не виключно, є комахи та інші членистоногі. Рослини, добре пристосовані до споживання тваринної їжі, використовують різноманітні механізми, щоб убезпечити свою здобич, такі як пастки, липкі поверхні, застібки-спускові механізми, інші пастки. Також відомі як м'ясоїдні рослини, вони, здається, пристосовані рости в місцях з тонким або бідним ґрунтом на поживні речовини, особливо азот, наприклад на кислих болотах і скельних відслоненнях.
Технічно ці рослини не є суто комахоїдними, оскільки вони споживають будь-яку тварину, яку можуть забезпечити та споживати; відмінність тривіальна, однак, тому що не багато переважно комахоїдних організмів споживають виключно комах. Більшість тих, хто дотримується такої обмежувальної дієти, як-от певні паразитоїди та мисливські оси, спеціалізуються на експлуатації конкретних видів, а не комах загалом. Справді, так само, як і великі богомоли та павуки, великі лататтеєві рослини, як відомо, споживають хребетних, таких як дрібні гризуни та ящірки. Перший відомий трактат про хижі рослини Чарльз Дарвін написав у 1875 році.